# Цесна 510
Цесна 510 је амерички двомоторни нискокрилац са млазним моторима на репу и шест седишта. Производи га је фирма Цесна од 2006. године. Користи се као путнички авион, за авиотакси и обуку и тренажу пилота.

## Пројектовање и развој

### Технички опис
Цесна 510, је веома лаган пословни млазни авион (Very Light Jet (VLJ)) који је изградила компанија Цесна Аиркрафт Компани у њиховом независном, производном погону у Канзасу. Цесна 510, у стандардној конфигурацији, има четири седишта за путнике у кабини и два седишта у пилотској кабини, у репу авиона се налази тоалет. Као и већина лаких млазњака, Цесна 510 је регистрована за једног пилота.
Труп авиона је металне конструкције монокок, округлог попречног пресека. Кабина пилота и путника чине једну целину. Кабине су опремљене великим прзорима што омогућава изванредну прегледност из авиона. Авион је опремљен уређајима који у кабини одржавају константни притисак и температуру. На почетку путничке кабине са леве стране трупа налазе се врата за улаз у авион. Реп авиона је у облику слова Т тј. хоризонтални стабилизатор ја на врху вертикалног стабилизатора.
Крила су металне конструкције трапезастог облика. У крилаима су смештени унутрашњи резервоари за гориво а такође и простор у који се увлаче точкови за време лета. Крила имају управан положај на труп авиона, а нападна ивица је коса.
Погонска група се састоји од два турбомлазна мотора, Pratt & Whitney Canada PW615F потиска 6,49 kN. Мотори су постављени на репу авиона што омогућава лакшу конструкцију и већу удобност путника у кабина јер је смањена бука.
Стајни трап је увлачећи типа трицикл (један точак напред и два испод крила. Први точак се у току лета увлачи у кљун авиона а крилни точкови се увлаче у крила. Погон за увлачење и извлачење ногу стајног трапа је хидраулични.

### Варијанте
Ова летилица се производила у 7 варијанти међусобно веома малих разлика у суштини то су била побољшања једног те истог авиона.

## Оперативно коришћење
До сада је произведено и продано широм света 479 примеака овог авиона. Половина продате флоте је у Сједињеним Америчким Државама и Канади, већином их имају компаније или појединци који поседују једну летелицу, а обично их лете њихови власници, а неки власници покривају део фиксних и оперативних трошкова дељењем коришћења са чартер компанијама. Већина друге половине флоте налази се у Европи: 23 авиона на Британским острвима, 20 авиона у Аустрији, 20 у Француској, 11 у Немачкој, шест у Чешкој, пет у Швајцарској и четири у Италији. У Латинској Америци, Бразил има 31 авион, у Мексику их има 10, у Аргентини три, у Венецуели и по један у Чилеу, Гватемали, Панами и Парагвају. На Блиском истоку четири су у Турској, као и у Египту, а два су у Израелу. Шест је у Африци, девет у Аустралији и пет на Новом Зеланду. 

### Авион Цесна 510 у Југославији
У Регистру цивилних ваздухоплова Југославије и Србије било је регистровано 19 авиона Цесна 510. Последњи од њих је регистрован 2009. године.